# Scharaf Raschidow
Scharaf Raschidowitsch Raschidow (usbekisch Sharof Rashidovich Rashidov, kyrillisch Шароф Рашидович Рашидов; russisch Шара́ф Раши́дович Раши́дов; * 24. Oktoberjul. / 6. November 1917greg. in Dschisak; † 31. Oktober 1983 in Taschkent) war ein usbekischer Politiker, Schriftsteller und Dichter.

## Leben
Raschidow stammte aus einer Bauernfamilie. Im Jahre 1936 absolvierte er in Dschisak das Pädagogische Institut. In den folgenden Jahren war er als Lehrer an mehreren höheren Schulen tätig. Von 1937 bis 1941 studierte er Literaturwissenschaften und Erziehungswissenschaften an der philologischen Fakultät der Usbekischen Universität in Samarkand. Gleichzeitig nahm er eine Tätigkeit als Redaktionssekretär bei der Zeitschrift „Lenin-july“ an, wo er im Laufe der Zeit zum Chefredakteur aufstieg. 1939 trat er in die KPdSU ein.
1941 schloss Raschidow sein Studium ab und leistete von 1941 bis 1942 seinen Wehrdienst. Nach einer schweren Verwundung aus dem Militärdienst entlassen, war er von 1942 bis 1943 Direktor einer Realschule in seiner Heimatstadt. 1943 nahm er seine Funktion als Chefredakteur bei „Lenin-july“ wieder auf. 1944 wurde er zum Sekretär für Kaderangelegenheiten beim Gebietskomitee Samarkand ernannt. Diese Funktion übte er bis 1947 aus. Von 1947 bis 1949 war er Chefredakteur der Zeitung „Qizil Oʻzbekiston“. Von 1949 bis 1950 war er Vorsitzender des usbekischen Schriftstellerverbandes und danach bis 1959 Vorsitzender des Präsidiums des Obersten Sowjets der Usbekischen Sozialistischen Sowjetrepublik.
In den Folgejahren bereiste Raschidow mit diplomatischen Aufträgen verschiedene afrikanische und asiatische Staaten. 1955 nahm er an der 44. Konferenz der interparlamentarischen Union in Helsinki teil. Von März bis April 1956 reiste er mit Anastas Mikojan nach Pakistan, Afghanistan, Burma, Nordvietnam, Indien, China und in die Mongolei. Im Dezember 1957 war er Leiter der sowjetischen Delegation bei der in Kairo stattfindenden Solidaritätskonferenz der Länder Asiens und Afrikas. Auf der im Oktober 1958 in Taschkent stattfindenden Konferenz afro-asiatischer Schriftsteller hielt Raschidow die Eröffnungsrede. 1959 wurde er auf dem Plenum des ZK von Usbekistan zum Ersten Sekretär des Zentralkomitees der Kommunistischen Partei Usbekistans gewählt. De facto war Raschidow damit nun Regierungschef im sowjetischen Usbekistan. In dieser Funktion wirkte er der Russifizierung und der Verbreitung des Atheismus entgegen. 1956 wurde er Kandidatsmitglied, 1961 Vollmitglied des Zentralkomitees der KPdSU, und 1961 Kandidatsmitglied des Präsidiums des Zentralkomitees der KPdSU. Ab 1970 hatte er einen Sitz im Präsidium des Obersten Sowjets der UdSSR inne.
Infolge der Aufdeckung eines Skandals in der Baumwollindustrie soll sich Raschidow das Leben genommen haben. Nach offizieller Darstellung starb er „plötzlich und unerwartet“ eines natürlichen Todes. Sein Nachfolger als Parteichef wurde Inamschon Usmanchodschajew.

### Schriftsteller
Neben seiner politischen Tätigkeit arbeitete Raschidow als Schriftsteller. Er schrieb Bücher ohne politischen Hintergrund, in denen er u. a. das Landleben schildert. Zudem schrieb er Gedichte. Raschidow war Mitglied des Leninpreiskomitees und wirkte in mehreren Jurys bei der Vergabe von Literatur-, Kunst- und Architekturpreisen mit.

### Auszeichnungen
- Raschidow wurde mit dem Rotbannerorden, zweimal dem Orden vom Roten Stern[1], dem Orden der Oktoberrevolution[1], dem Ehrenzeichen der Sowjetunion[1] und
- zehnmal mit dem Leninorden ausgezeichnet.[1]
- 1977 wurde ihm der Titel Held der Sowjetunion verliehen.
- 1980 bekam Raschidow den Leninpreis.[1]

## Werke
- "Pobediteli" (Die Sieger) 1956
- "Kaschmirskaja pesnja" (Gesang von Kaschmir) 1956
- "Silneje buri" (Stärker als der Sturm) 1958
- "Mächtige Welle" 1964